# Хадзис, Костас
Костас Хадзис (греч.  Κώστας Χατζής, 13 августа 1936 года, Левадия) — греческий певец, музыкант и композитор, автор песен. Главный исполнитель социальной баллады в Греции. Создал свой собственный стиль исполнения греческой песни под гитару.

## Жизнеописание
Костас Хадзис родился в Греции в городе Ливадия. Происходит из цыганской семьи. Его дед был популярным кларнетистом, а отец очень хорошо играл на цимбалах. Когда Костасу было шестнадцать лет, отец брал его с собой, и он пел на свадьбах и крестинах.
В 1957 году Хадзис поселился в Афинах, приступил к записи песен в 1961 году. В 1961 году впервые выступает в концертном зале. В 1963 году он записал свой первый альбом с песней Мимиса Плессаса «Έφυγε η αγάπη μου» («Ушла моя любовь»). Его талант быстро заметили великие композиторы того времени. Манос Хадзидакис, Мимис Плессас, Микис Теодоракис, Яннис Маркопулос пишут песни для него. Он стал очень популярным уже к середине 1960-х годов.
В конце 1970 года Костас Хадзис посетил Америку с концертами для греческой диаспоры. Во время тура бывший президент США Джимми Картер предложил ему встретиться в Белом доме, чтобы поздравить его и отметить лично его работу. Хадзис является одним из немногих греческих деятелей искусства, которые были приглашены президентом США и получили высокую оценку их труда и личную благодарность от президента.
Хадзис сотрудничал со многими выдающимися певцами, среди которых: Харис Алексиу, Маринелла, Антонис Ремос. Чрезвычайно успешной оказалось сотрудничество с Маринеллой. Они выступали вместе в ночных клубах. 28 марта 1976 года состоялась премьера программы, во время которой были исполнены 52 новые песни. Программа имела бешеную популярность. В 1976 году вышел тройной альбом «Ρεσιτάλ», который имел большой коммерческий успех, достигнув 1 000 000 продаж на сегодняшний день и который является одним из десяти наиболее коммерчески успешных дисков греческой музыки. Музыку для всех песен альбома написал Костас Хадзис. С Маринеллой Хатзис позднее сотрудничал в 1980 году (альбом «Το ταμ ταμ») и в 1987 году с альбомом «Συνάντηση» («Встреча»).
9 октября 2009 года состоялся концерт на Кипре, в котором Хадзис исполнил старые и новые хиты.
Летом 2011 года прошли концерты Хадзиса в сотрудничестве с Эльпидой на Кипре, в концертах также принимали участие Мария Алексиу и Антония Хадзиди. 18 октября 2011 года в Афинах в концертном зале «Мегарон» состоялся концерт Костаса Хадзиса, посвященный пятидесятилетию его творческой деятельности. С ним пели Мария Алексиу и Антония Хадзиди.

## Личная жизнь
Был женат на немке Урсуле. Их сын, Александрос Хатзис, профессионально занимается музыкой, принимает участие в концертах своего отца.

## Дискография
За свою карьеру Костас Хадзис записал более 50 сольных альбомов.
В 2009 году был выпущен двойной компакт-диск «Αντιθέσεις» («Контрасты») с участием Джули Массино и Александроса Хатзиса. Двойной компакт-диск включает в себя 67 песен.